# Unterägeri
Unterägeri ist eine politische Gemeinde und ein Dorf des Kantons Zug in der Schweiz.

## Geographie
Unterägeri befindet sich am westlichen Ende des Ägerisees (Seespiegel 724 m ü. M.) am Lauf der Lorze, südöstlich der Stadt Zug. Das alte Dorf (Oberdorf) liegt am Fuss des Wilerbergs, etwas abgerückt vom Seeausfluss, an der alten Strasse von Zug nach Schwyz (Hauptstrasse 381). Das Dorf entwickelte sich seit Mitte des 20. Jahrhunderts zum Wohngebiet einer grossteils in den nahen städtischen Agglomerationen arbeitenden Bevölkerung.

## Gewässer
Der Ägerisee liegt im Ägerital und grenzt natürlich an Unterägeri.
Vom Hürital kommt der Hüribach und fliesst in den See und beim Birkenwäldli fliesst er als Lorze wieder aus dem See.
Der Ägerisee ist heute das einzige Schweizer Gewässer, auf dem die Tradition der Flösserei noch gelebt wird. In unbestimmten Abständen – in der Regel aber alle drei Jahre – wird diese Tradition mit einem grossen Flösserfest begangen. Naturliebhaber, Touristen und Holzfachleute aus der ganzen Schweiz und dem nahen Ausland kommen ins Ägerital, um dem seltenen Fest mit seinen vielen Attraktionen und kulturellen Höhepunkten beizuwohnen.

## Geschichte
Die politische Gemeinde Unterägeri besteht erst seit 1798. Die Geschichte von Unterägeri, früher Wilägeri oder Wilen genannt, beginnt aber früher.
Die Spuren menschlicher Besiedelung des Ägeritals lassen sich bis etwa 2000 v. Chr. in die Jungsteinzeit zurückverfolgen. Orts- und Flurnamen sowie vereinzelte Bodenfunde geben Hinweise auf die frühesten Bewohner. Im 6. Jahrhundert besiedelten die von Norden in die Schweiz eindringenden Alemannen das Ägerital. Das Ägerital wechselte in der Folge einige Male den Besitzer und gehörte zu Teilen dem Fraumünsterkloster in Zürich, dem Kloster Einsiedeln und den Habsburgern.
Am 15. November 1315 zogen habsburgische Truppen von Zug aus das Ägerital hinauf gegen die Eidgenossen. Bei Morgarten am Ägerisee kam es schliesslich zur Schlacht am Morgarten, die mit einer vernichtenden Niederlage der Habsburger endete. 1352 traten Stadt und Amt Zug und damit auch das Ägerital der Eidgenossenschaft bei, aber erst Ende des 17. Jahrhunderts wurden die Leute aus dem Ägerital frei von allen habsburgischen und klösterlichen Besitzansprüchen. Es folgte die kirchliche und politische Loslösung Unterägeris von Oberägeri. Daher wurde nach Plänen Ferdinand Stadlers ab 1856 eine eigene Kirche gebaut.

Historisches Luftbild der Spinnereien Ägeri von Walter Mittelholzer zwischen 1918 und 1937

Im 19. Jahrhundert begann in Unterägeri die Industrialisierung, welche die Wasserkraft der Lorze nutzte. Mit der Industrialisierung stieg die Bevölkerungszahl stark an. Die Entwicklung von Unterägeri zu einem Kurort gegen Ende des 19. Jahrhunderts kompensierte den einsetzenden langsamen Niedergang der Industrie.
Während des Zweiten Weltkriegs lag Unterägeri an der Reduitgrenze. Die Sperrstelle Unterägeri wurde gebaut, um diesen Eingang zum Reduit verteidigen zu können.
Nach dem Zweiten Weltkrieg setzte nach langer Stagnation wieder ein sprunghaftes Bevölkerungswachstum ein, so dass sich in der zweiten Hälfte des 20. Jahrhunderts die Bevölkerungszahl von Unterägeri verdoppelt hat.
Im September 2017 wurde Unterägeri zum vierten Mal als Energiestadt zertifiziert.

## Demografie
Die Bevölkerung beträgt (Stand 2021) 9'007. Im Jahr 2007 betrug der Ausländeranteil 25,8 Prozent. In den letzten 10 Jahren ist die Bevölkerung um 10,91 % gewachsen.
Unterägeri hat eine Arbeitslosenquote von 1,63 % und hat 3'897 Haushalte, von denen 33,7 % Einpersonenhaushalte sind (Stand 2020). Im Schuljahr 2020/21 gab es in Unterägeri 911 Volksschüler und 3'399 Beschäftigte.

## Sehenswürdigkeiten
- Katholische Kirche Heilige Familie (1857–1860, Architekt: Ferdinand Stadler)
- Katholische Marienkirche (alte Pfarrkirche, 1719)
- Kapelle Heilige Dreifaltigkeit[7]

## Bilder

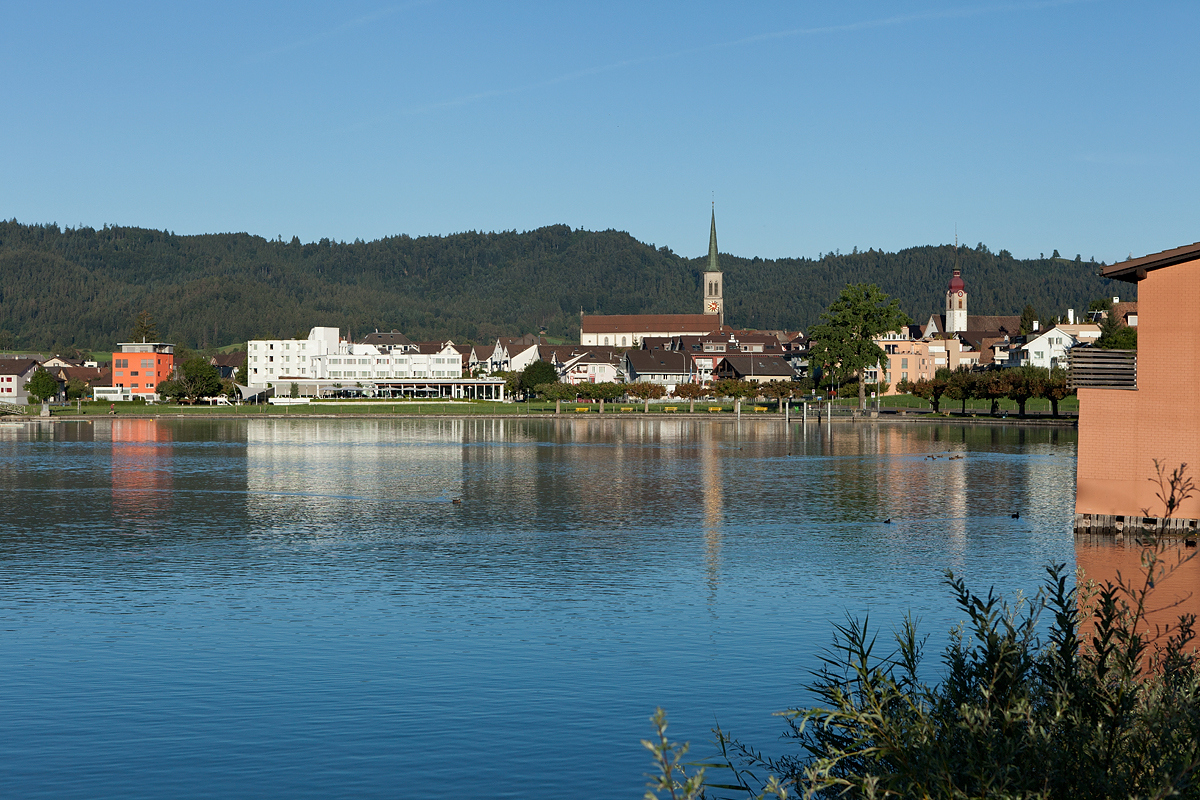
Unterägeri
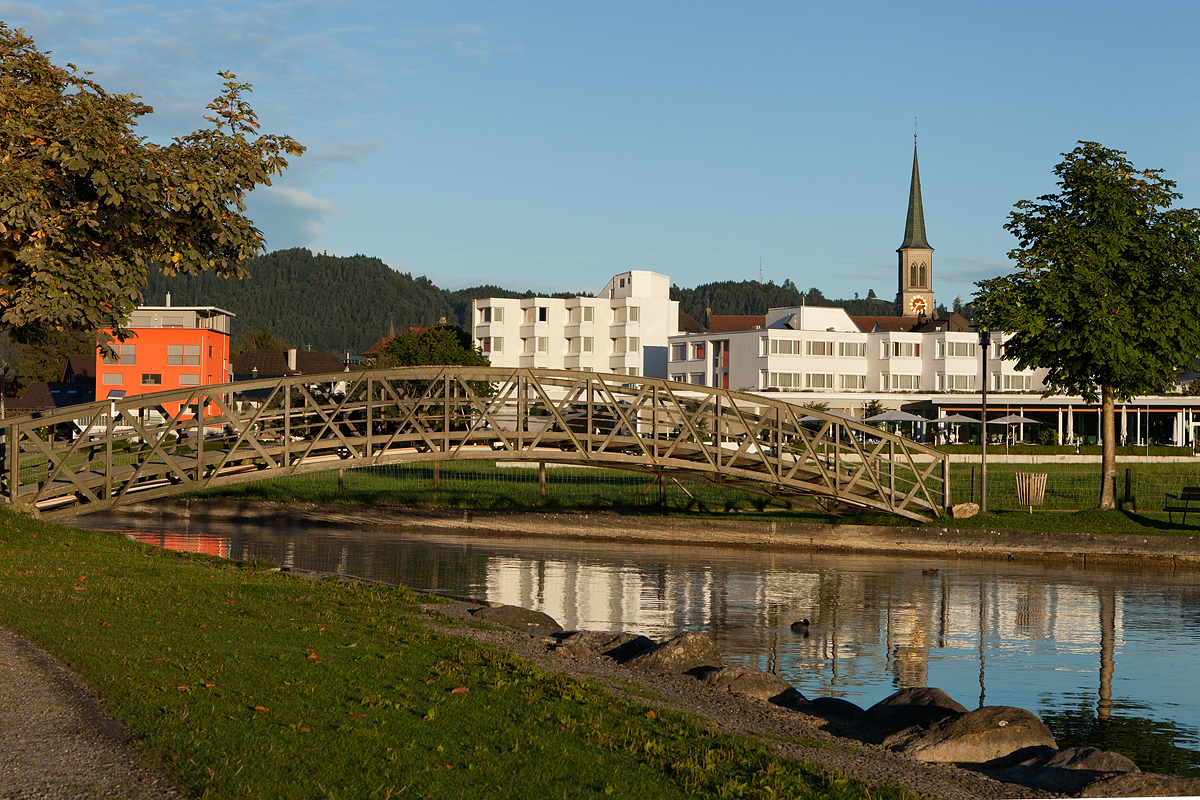
Bogenbrücke über die Lorze
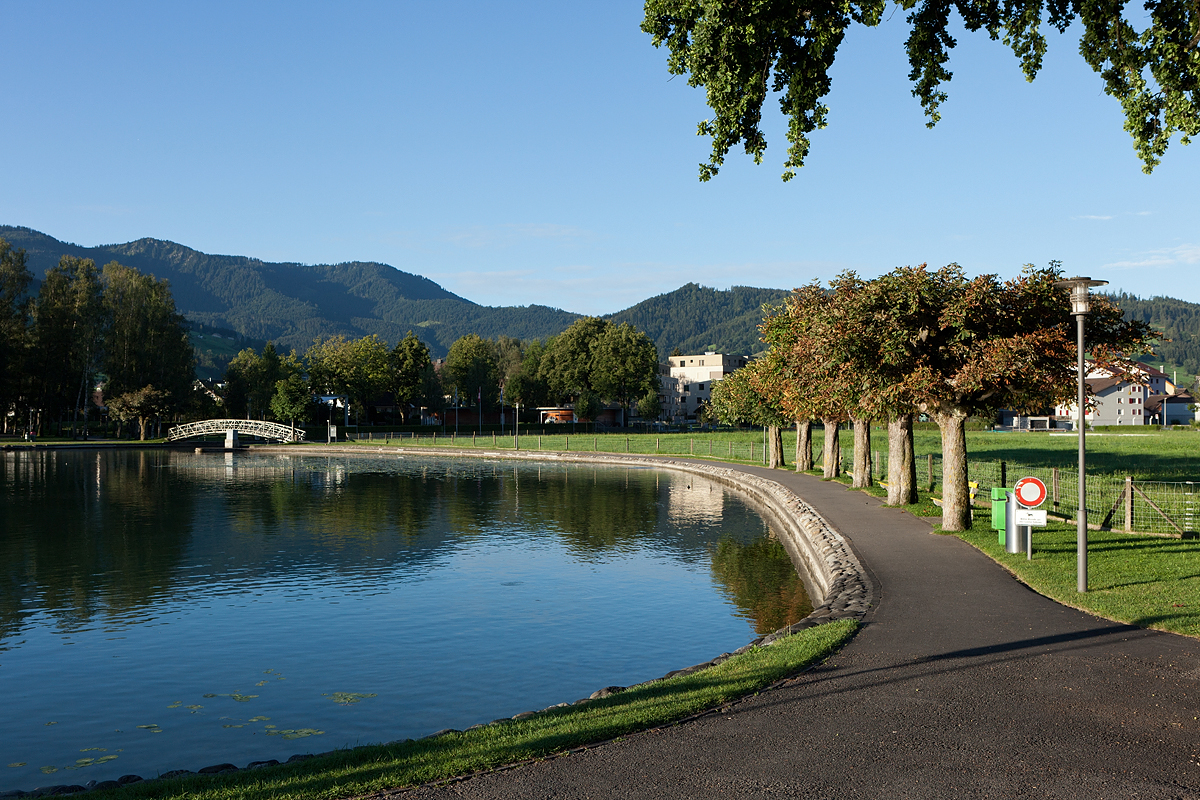
Weg zum Strandweg
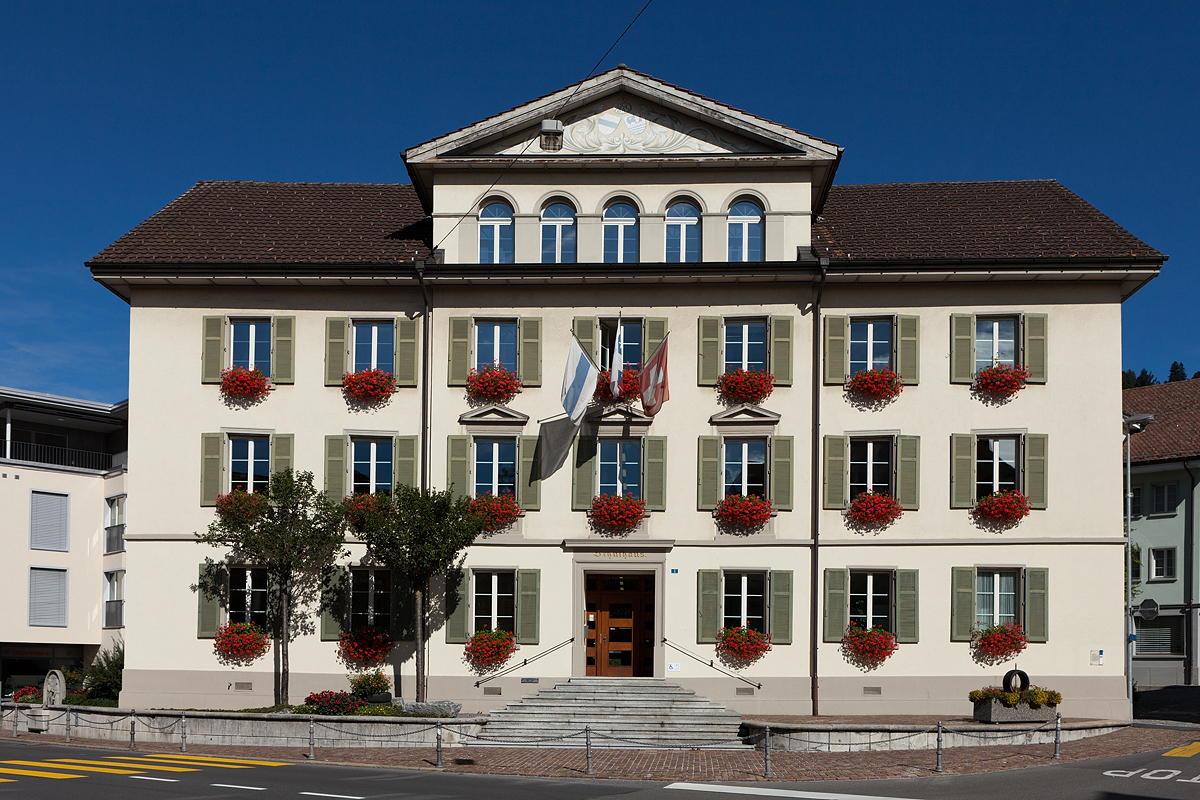
Ehemaliges Dorfschulhaus
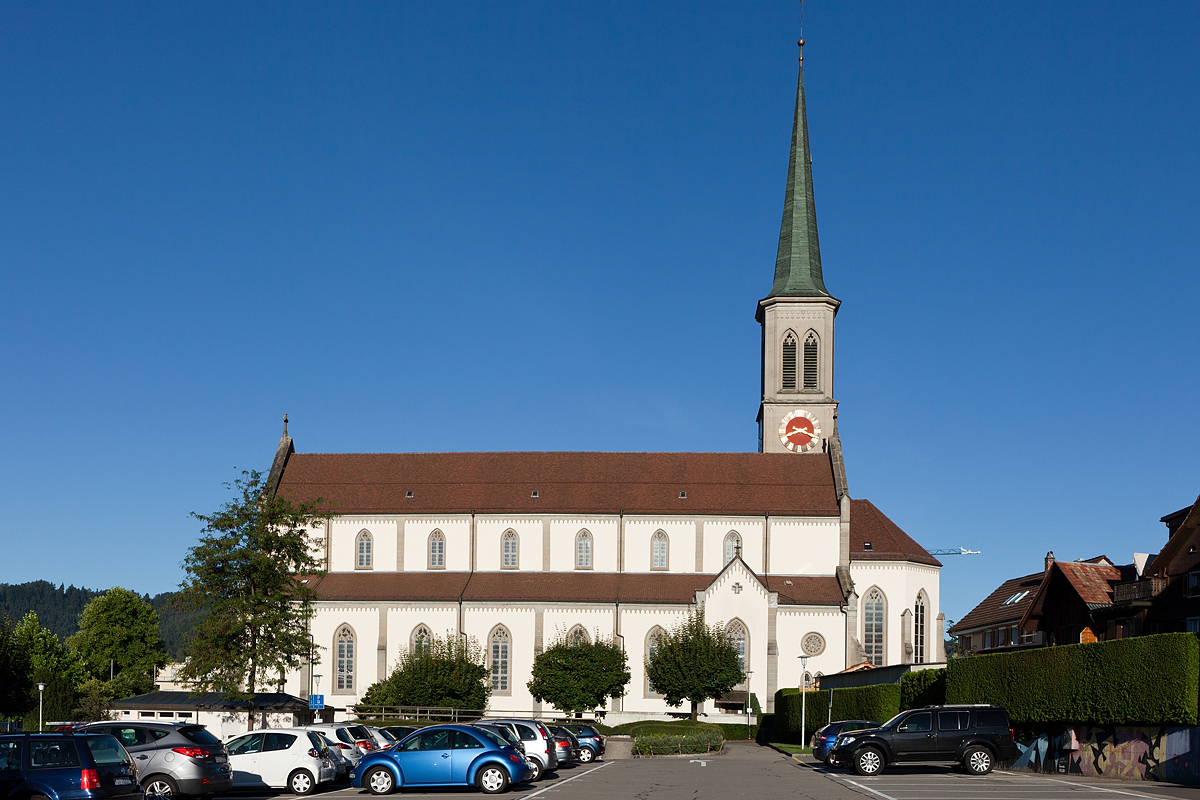
Pfarrkirche
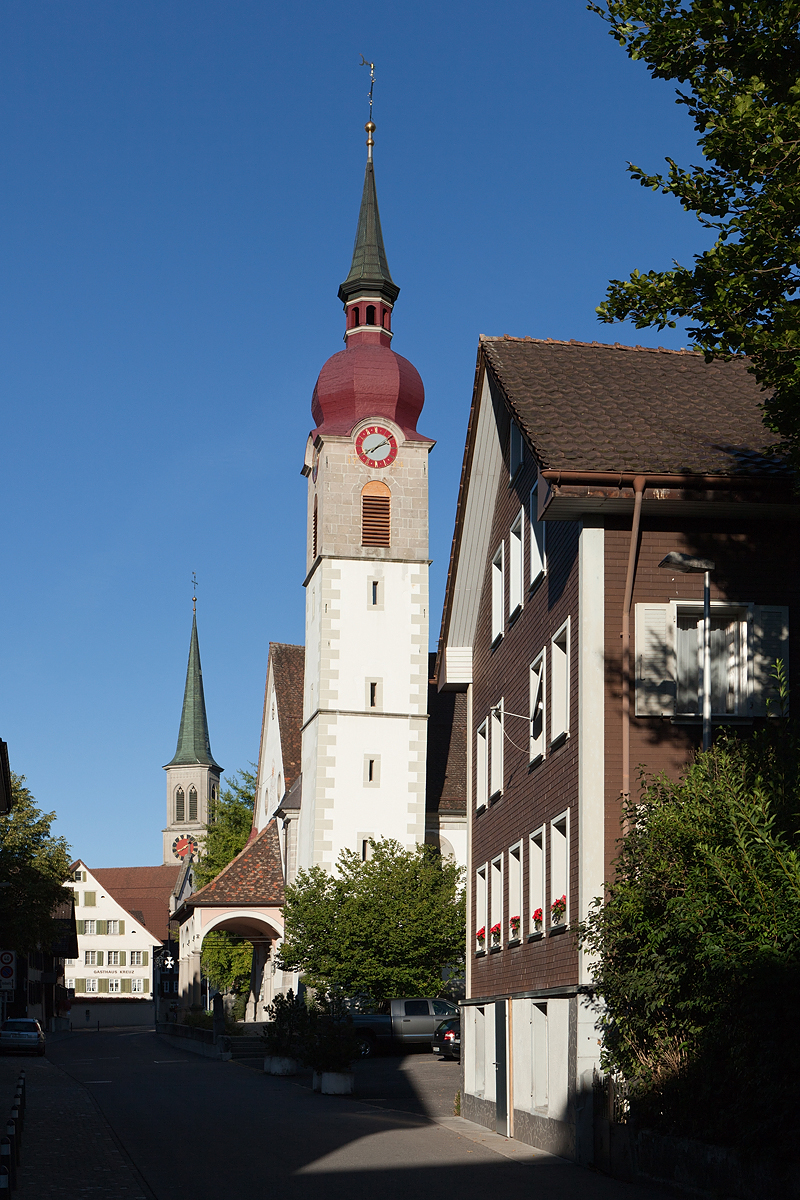
Marienkirche
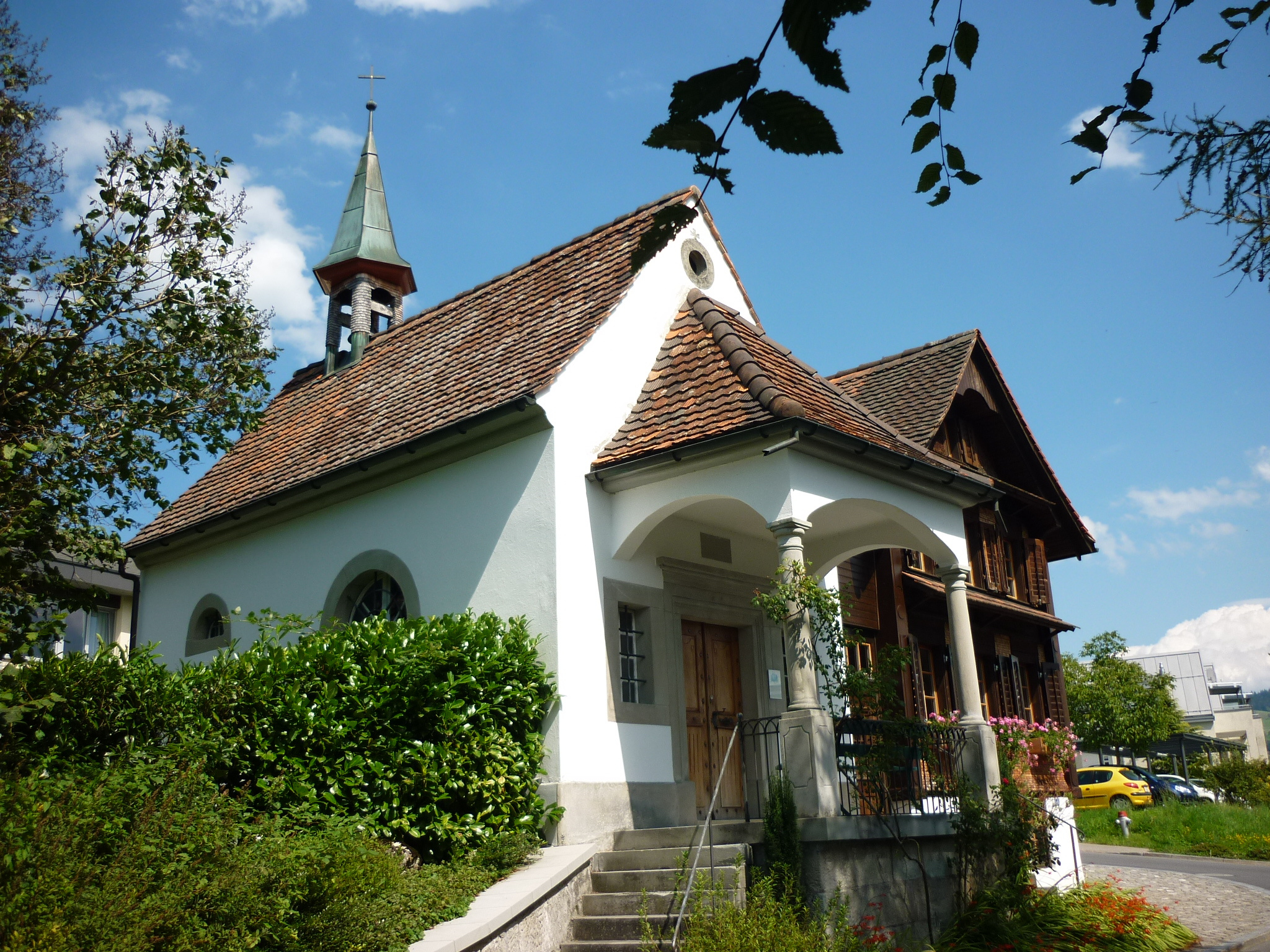
Dreifaltigkeitskapelle Mittenägeri mit Eremitenhaus

## Persönlichkeiten
- Meinrad Henggeler (1792–1869), Unternehmer und liberaler Politiker
- Alois Henggeler (1807–1888), Unternehmer und liberaler Politiker
- Wolfgang Henggeler (1814–1877), Unternehmer und liberaler Politiker
- August Henggeler (1848–1929), Unternehmer und liberaler Politiker
- Meinrad Iten (1867–1932), Maler
- Albert Merz (* 1942), Maler und Zeichner
- Peter Hess (* 1948), Politiker (CVP), Nationalratspräsident 2000/01 und Rechtsanwalt
- Othmar Häfliger (* 1963), Radrennfahrer
- Martin B. Lehmann (1963–2011), Politiker (SP)
- Marcel Aregger (* 1990), Radrennfahrer